# Palisade (Colorado)
Palisade es un pueblo ubicado en el condado de Mesa en el estado estadounidense de Colorado. En el Censo de 2010 tenía una población de 2.692 habitantes y una densidad poblacional de 910,15 personas por km².

## Geografía
Palisade se encuentra ubicado en las coordenadas 39°6′27″N 108°21′33″O / 39.10750, -108.35917. Según la Oficina del Censo de los Estados Unidos, Palisade tiene una superficie total de 2.96 km², de la cual 2.94 km² corresponden a tierra firme y (0.44%) 0.01 km² es agua.

## Demografía
Según el censo de 2010, había 2.692 personas residiendo en Palisade. La densidad de población era de 910,15 hab./km². De los 2.692 habitantes, Palisade estaba compuesto por el 89.82% blancos, el 0.3% eran afroamericanos, el 2.15% eran amerindios, el 0.85% eran asiáticos, el 0.26% eran isleños del Pacífico, el 4.53% eran de otras razas y el 2.08% pertenecían a dos o más razas. Del total de la población el 10.48% eran hispanos o latinos de cualquier raza.